# YES (BRADIOのアルバム)
『YES』（イエス）は日本の男性ロックバンド・BRADIOが2018年7月4日に発表したアルバムであり、バンドにとって初のメジャーアルバムでもある。

## 制作と収録
ボーカル兼ギターの大山聡一はOKミュージックのインタビューの中で、同年1月に、シングル『きらめきDancin'』の収録前日にボーカル兼ドラムの田邊有希が脱退したこときっかけで、自分たちのやりたいことが見えたと話しており、ライブ活動などを通じてよいチーム作りを達成することができ、それがそのままアルバムのサウンドに乗せられたと振り返っている。
シングル『きらめきDancin'』で田邊の代わりにドラムを担当したのはヤス（結城泰範）というドラマーであり、大山とボーカル兼ベースの酒井亮輔の専門学校時代の知人であることに加え、BRADIOの対バン相手のバンドのメンバーだった。
本作のプロデュースは藤井丈司が担当しており、バンドメンバーに対して俯瞰的な意見を出すこともあった。

## 音楽性と歌詞
OKミュージックのインタビューアーは本作の全体的な音楽性について「『FREEDOM』以上にもっと自由になった」と述べており、真行寺は「保守的にならず、自分からグルーヴを作り出そうという動きが多かった」とインタビューの中で述べている。また、大山も「ドラムとベースの仕掛けにギターが応戦したり、逆に面白くなるのを狙って無視するなど、グルーヴ研究会のようだった」と振り返っている。
2曲目「スキャット・ビート」について、酒井は「ヤスと刺激しあうような意思のあるグルーヴを最初に出すことができ、遊ぶモードに入っていけた気がした」と振り返っている。
1曲目「Funky Kitchen」と7曲目「Shout To The Top」についてはラップが取り入れられた。また、「Shout To The Top」の歌詞は真行寺の経験を基にして執筆されており、自分自身をもっと出すことの大切さについて歌われている。
3曲目「Sexy Lover」は当初はあまり色気のある歌ではなかったが、藤井の助言により、現在のような形になった。
9曲目「INAZUMAジャケット」について大山はかなりふざけた感じの楽曲だとし、「バンドのキャパシティが上がった結果、自分がもともと好きだったエモやパンクを採り入れることができた」とbarksとのインタビューの中で話しており、同席していた酒井も「『Sparkling Night』の逆バージョンで、かなりハチャメチャな感じになっている」と話している。
barksのインタビューアー・村上孝之の「ニューウェイヴのようだ」というコメントに対し、酒井は肯定しつつも、ニューウェイヴにすることは意識していなかったと話している。
『INAZUMAジャケット』の歌詞は、少年から大人に成長する中で形を変えて現れる「見えない敵」と戦う人々を応援する内容となっている。

## リリースとアルバムタイトル、アートワーク
2018.6.22、全曲視聴可能なティザー動画が公開された。
アルバムのジャケットには油彩でYESと描かれたものが用いられた。
真行寺はアートワークの意図について、「油絵の独特の混ざり具合というか、描くときに発想が落とし込まれる。レコーディングでも歌入れの時に、プリプロにはなかったノリになっていることが多くて、すごくわくわくした」と語っており、タイトルの由来についても、「作品として『YES!』と言えるアルバムができた」と語っている。

## 収録曲
1. Funky Kitchen
日本テレビ系ドラマ『バトル・クリーク 格差警察署』のエンディングテーマ曲[7]。
2. スキャット・ビート
3. Sexy Lover
4. Boom! Boom! ヘブン
リアル脱出ゲーム『夜の巨大監獄からの脱出』テーマ曲[8]。
日本テレビ系『スッキリ』2018年7月テーマ曲[6]。
5. きっと遠く キミともっと遠く
6. Sparkling Night
7. Shout To The Top
8. きらめきDancin'
9. INAZUMAジャケット
テレビ東京系アニメ『デュエル・マスターズ』エンディングテーマ曲[5]。
10. Feel All Right
11. 人生はSHOWTIME
12. LA PA PARADISE

## プロモーション
2018年7月10日には、日本のテレビ東京の番組『おはスタ』にて、『INAZUMAジャケット』のライブ・パフォーマンスを行った。